# Alpheon (Auto)

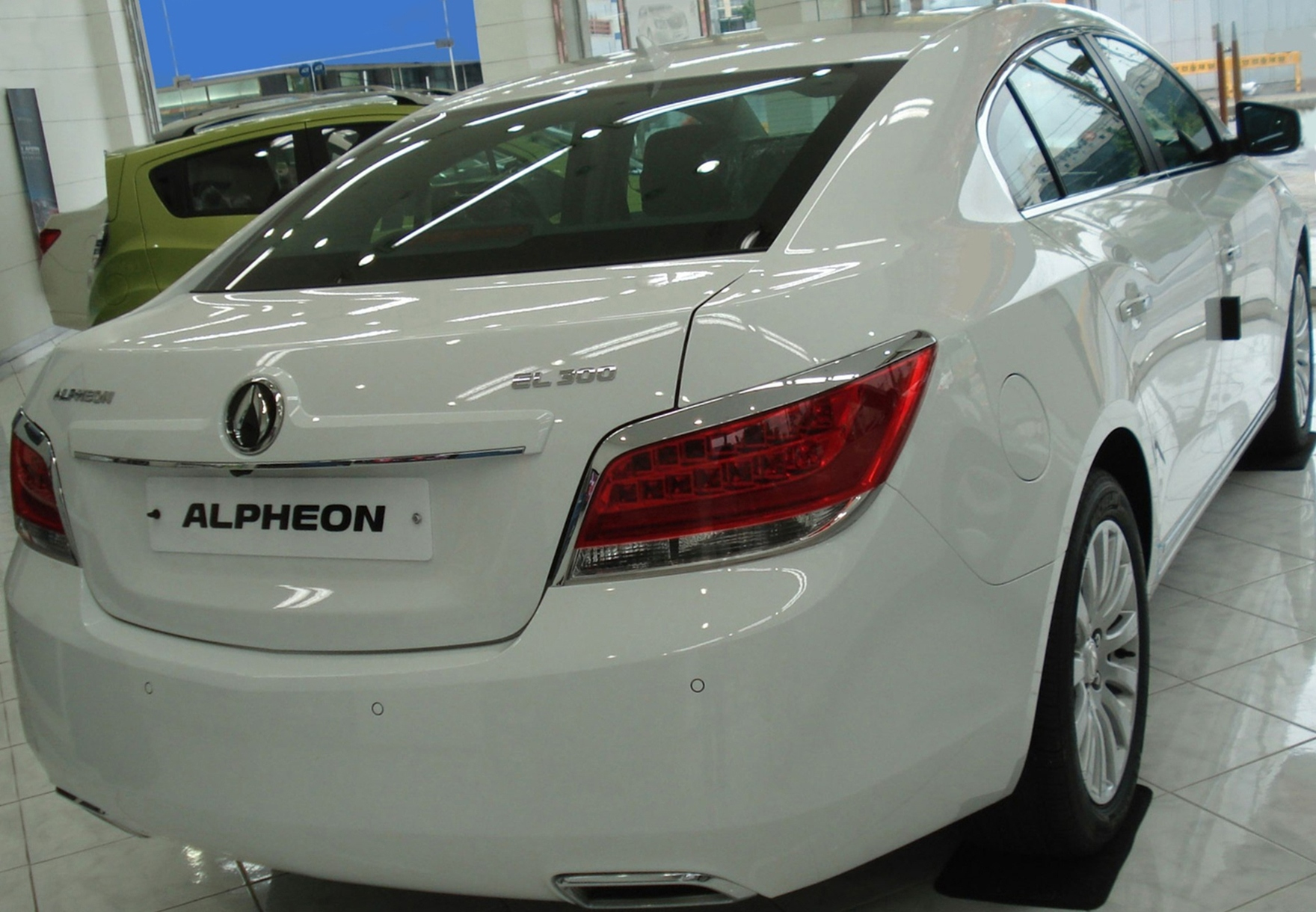
Heck

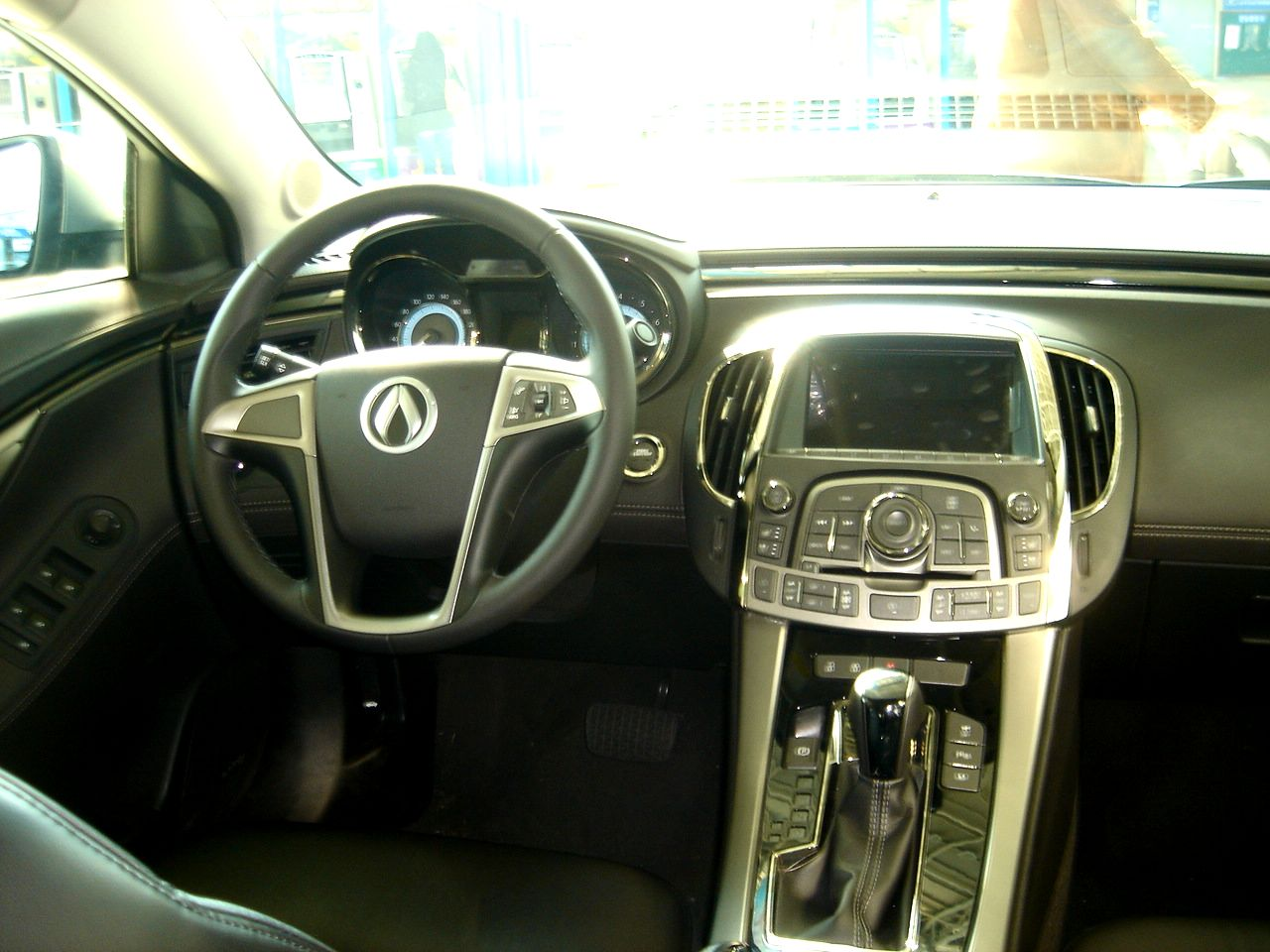
Interieur

Der Alpheon ist eine viertürige Stufenhecklimousine der oberen Mittelklasse war das einzige Modell der Marke Alpheon. Er wurde auf der Busan Motor Show im April 2010 vorgestellt und war ab dem 7. September 2010 in Südkorea offiziell erhältlich. Bis zur Einstellung der Produktion 2015 wurde das Modell von GM Korea (ehemals GM Daewoo) im Werk Bupyeong-gu hergestellt.

## Technische Daten
Der Alpheon ist das weitgehend baugleiche Schwestermodell des Buick LaCrosse und baut wie dieser auf der verlängerten Version der GM-Epsilon-II-Plattform mit Frontantrieb auf. Das Fahrzeug verfügt in allen Ausstattungsvarianten über ein 6-Stufen-Automatikgetriebe. Auch die Motoren entsprachen ursprünglich denen des Buick LaCrosse, wobei weder dessen 3,6-Liter-Sechszylinder (LLT) als Topmotorisierung noch der optionale Allradantrieb für den Alpheon erhältlich waren. Ab 2011 wurde andererseits der 3,0-Liter-Sechszylinder im Buick Lacrosse nicht mehr angeboten.
Der Alpheon wurde in Südkorea explizit mit dem Hinweis auf deutsches Design und Technik beworben. Die Epsilon-II-Plattform, auf der unter anderem der Opel Insignia aufbaut, wurde in Rüsselsheim maßgeblich mitentwickelt.
Beim koreanischen KNCAP-Crashtest erreichte der Alpheon die Maximalwertung von 5 Sternen.

### Alpheon eAssist
Ab November 2011 war der Alpheon auch als 2,4-Liter-Mild-Hybrid erhältlich. Das als eAssist bezeichnete System besteht aus einem 17,6 kW starken Elektromotor und einer Lithium-Ionen-Batterie. Damit soll das Fahrzeug bis zu 25 % weniger verbrauchen; die CO2-Emissionen sollen bis zu 22 % unter denen des konventionellen Vierzylinders liegen.
|                     | 2,4 L SIDI                 | 3,0 L SIDI                 |
| ------------------- | -------------------------- | -------------------------- |
| Bauzeitraum         | seit 08/2010               | seit 09/2010               |
| Motorart            | Ottomotor                  | Ottomotor                  |
| Motorbauart         | R4                         | V6                         |
| Gemischaufbereitung | Direkteinspritzung         | Direkteinspritzung         |
| Motorkennzeichnung  | LAF / LUK (1)              | LF1                        |
| Hubraum             | 2384 cm³                   | 2997 cm³                   |
| max. Leistung       | 136 kW (185 PS)/ 6700/min  | 193 kW (263 PS)/ 6900/min  |
| max. Drehmoment     | 235 Nm/ 4900/min           | 290 Nm/ 5600/min           |
| Getriebe            | 6-Stufen-Automatikgetriebe | 6-Stufen-Automatikgetriebe |

## Ausstattungsvarianten
2,4 L SIDI:
- CL240: Deluxe und Premium
- EL240: Deluxe und Premium

3,0 L SIDI:
- CL300: Deluxe und Premium
- EL300: Supreme und Special

## Marktposition
Die Preise begannen bei 35.360.000 ₩ (umgerechnet ca. 24.000 €) für den EL240. Hauptkonkurrenten des Alpheon auf dem südkoreanischen Markt waren Kia K7 beziehungsweise Hyundai Grandeur.